# Glucogenosis tipo III
La glucogenosis tipo III es una enfermedad congénita que pertenece al grupo de las glucogenosis, trastornos en los que está alterado el metabolismo del glucógeno. Está provocada por una deficiencia en la enzima amilo-1,6-glucosidasa. También se conoce como enfermedad de Cori en honor a los premios Nobel de 1947 Carl Cori y Gerty Cori. Otros nombres incluyen enfermedad de Forbes en honor al médico Gilbert Burnett Forbes (1915–2003), un médico estadounidense que describió con más detalle las características del trastorno.

## Causas

Patrón autosómico recesivo

Es un trastorno hereditario de origen genético que se transmite de padres a hijos según un patrón autosómico recesivo. La mutación que lo provoca está localizada en el cromosoma 1p21.

## Fisiopatología
En esta enfermedad el glucógeno es de estructura anómala, tiene cadenas externas muy cortas y no puede seguir degradándose, por lo que se acumula en hígado y músculo. Al no poder degradarse fácilmente, se producen síntomas de hipoglucemia e intolerancia al ejercicio.

## Tratamiento
No se dispone de tratamiento curativo. Se intenta mantener la actividad muscular, evitar contracturas en las articulaciones, aconsejar ayudas para favorecer la marcha y evitar el exceso de peso. También son recomendable revisiones médicas periódicas para comprobar la función del hígado. Es aconsejable realizar comidas frecuentes ricas en hidratos de carbono y proteínas.